# ÖBB 2062 sorozat
Az ÖBB 2062 sorozat egy osztrák dízelmozdony-sorozat. 1958 és 1966 között gyártotta a Jenbacher Werke. Összesen 65 db készült a sorozatból.